# Kurt Eucken
Kurt Wilhelm Bruno Heinrich Eucken (* 31. August 1899 in Dresden; † 24. November 1947 in Buenos Aires) war ein deutsch-argentinischer Schachkomponist.

## Leben
Eucken verfügte über Kenntnisse in Musik, Bildhauerei und Mathematik und war von Beruf Violinist. Anfang der 1930er Jahre publizierte er einige Schachaufgaben. 1938 emigrierte er nach Argentinien. Später komponierte er Schachstudien und erzielte in Turnieren bemerkenswerte Erfolge. Die Turniere wurden zum Teil post mortem von seinen Schachfreunden beschickt. Aus dem unveröffentlichten Nachlass sorgten José Mugnos und Francisco Benkö für den Erhalt seiner besten Werke. Schachfreunde aus der Provinz Salta schätzten Ästhetik und versteckte Lösungsideen in Euckens Kompositionen.
|   | a | b | c | d | e | f | g | h |   |
| 8 |   |   |   |   |   |   |   |   | 8 |
| 7 |   |   |   |   |   |   |   |   | 7 |
| 6 |   |   |   |   |   |   |   |   | 6 |
| 5 |   |   |   |   |   |   |   |   | 5 |
| 4 |   |   |   |   |   |   |   |   | 4 |
| 3 |   |   |   |   |   |   |   |   | 3 |
| 2 |   |   |   |   |   |   |   |   | 2 |
| 1 |   |   |   |   |   |   |   |   | 1 |
|   | a | b | c | d | e | f | g | h |   |

Lösung:

1. Sf3+! Kf4

2. Se1  Ke3

3. Lf6! Kd2

4. Lh4  d3

5. Kg6  Kc3

6. Ld8! Kd2

7. La5+ Ke3

8. Kf5  d2

9. Lb6 matt

Nach 2. … d3 wäre das überhastete Schlagen 3. Sxd3? verfehlt, weil nach Ke3 4. Se1 Kd2 der Springer sich gegen den Freibauern opfern muss. Richtig ist 3. Lg7! und nach Eroberung der beiden Bauern ist das Endspiel gewonnen.